# Аріда (Вакаяма)
Аріда (яп. 有田市, ありだし, аріда сі ) — місто в Японії, у західній частині префектури Вакаяма.
Засноване 1 травня 1956 року шляхом надання статусу міста містечку Аріда, розташованого в гирлі річки Аріда. 
Аріда славиться стародавніми курганами, синтоїстськими святилищами та буддистськими монастирями. Найстарішим храмом міста є Дзьомодзі (浄妙寺), заснований 806 року.
Основними галузями господарства Аріди є вирощування мандаринів, виробництво ароматних смол від комарів та виготовлення традиційної місцевої кераміки аріда-які (有田焼).